# Léon Bercher
Léon Bercher, né le 8 juillet 1889 à Belfort et mort le 23 janvier 1955 à Radès, est un orientaliste arabisant et traducteur français, docteur en droit (spécialisé dans le droit musulman). On lui doit la première traduction en français du Collier de la Colombe du savant musulman andalou Ibn Hazm ainsi que de nombreux autres ouvrages islamiques.

## Biographie
Léon Bercher naît à Belfort le 8 juillet 1889.
Il travaille dans l'administration française du protectorat de Tunisie, occupant successivement les fonctions d'officier-interprète en 1912, de chef du service de la traduction à la résidence générale de France en Tunisie en 1921, de professeur de droit musulman à l'École supérieure de langue et littérature arabes de Tunis en 1926 et enfin de directeur des études arabes à l'Institut des hautes études de Tunis en 1950.
Il meurt à Radès le 23 janvier 1955.

## Travaux
Léon Bercher obtient son doctorat en droit en 1926, intitulé Les délits et les peines de droit commun prévus par le Coran.
Il traduit la Risâla d'Ibn Abî Zayd Al-Qayrawânî en 1945.
Il traduit ensuite le Collier de la Colombe de l'écrivain et théologien andalou Ibn Hazm en 1949, sous le titre Le Collier du Pigeon, ou De l'Amour et des Amants. Cette traduction est plusieurs fois rééditée par diverses maisons d'édition.

## Œuvres et traductions
- Lexique arabe-français avec un index français-arabe correspondant, Alger, 1953.
- Ibn Abî Zayd Al-Qayrawânî, La Risâla ou Épître sur les éléments du dogme et de la loi de l'Islâm selon le rite mâlikite, texte arabe et traduction française par Léon Bercher, Alger, 1945.
- Ibn Hazm, Le Collier du Pigeon, ou De l'Amour et des Amants, texte arabe et traduction française par Léon Bercher, Alger, 1949.
- Imam al-Juwayni, El Waraqat fi oussoul al-fiqh, ou Traité sur les fondements du droit musulman.